# توپ ۲۰ میلی‌متری اورلیکن
توپ ۲۰ میلی‌متری اورلیکُن مجموعه‌ای از توپ‌های خودکار است که بر اساس طرح اصلی توپ ۲۰ میلی‌متری بکر تیپ ام۲ آلمانی است که در اوایل جنگ جهانی اول ظاهر شد. این توپ، به‌طور گسترده در مدل‌های مختلفی تولید شد که توسط نیروهای متفقین و نیروهای محور در طول جنگ جهانی دوم استفاده شد. بسیاری از نسخه‌های توپ هنوز هم مورد استفاده قرار می‌گیرند.

## انواع
| نوع                      | F          | L          | S           | FFF        | FFL        | FFS         |
| ------------------------ | ---------- | ---------- | ----------- | ---------- | ---------- | ----------- |
| کالیبر                   | ۲۰ میلی‌متر | ۲۰ میلی‌متر | ۲۰ میلی‌متر  | ۲۰ میلی‌متر | ۲۰ میلی‌متر | ۲۰ میلی‌متر  |
| عمل                      | برگشت API  | برگشت API  | برگشت API   | برگشت API  | برگشت API  | برگشت API   |
| وزن [کیلوگرم]            | ۳۰         | ۴۳         | ۶۲          | ۲۴         | ۳۰         | ۳۹          |
| طول [میلی‌متر]            | ۱٬۳۵۰      | ۱٬۸۲۰      | ۲۱۲۰        | ۱٬۳۵۰      | ۱۸۸۰       | ۲۱۲۰        |
| طول لوله [میلی‌متر]       | ۸۰۰        | ۱۲۰۰       | ۱۴۰۰        | ۷۶۰        | ۱۲۰۰       | ۱۴۰۰        |
| نواخت آتش [دور در دقیقه] | ۴۵۰        | ۳۵۰        | ۲۸۰         | ۵۲۰        | ۵۰۰        | ۴۷۰         |
| سرعت پوزه [m/s]          | ۵۵۰–۵۷۵    | ۶۷۰–۷۰۰    | ۸۳۵–۸۷۰     | ۵۵۰–۶۰۰    | ۶۷۵–۷۵۰    | ۸۳۰         |
| نوع خشاب                 | ۲۰×۷۰ RB   | ۲۰×۱۰۱ RB  | ۲۰ x 110 RB | ۲۰×۷۲ RB   | ۲۰×۱۰۱ RB  | ۲۰ x 110 RB |